# Creampie
Creampie (eng. creampie „krempita”) ili unutarnja ejakulacija je seksualni čin koji se često prikazuje u pornografiji. Kod tog čina muškarac ejakulira unutar partnerske vagine ili anusa bez kondoma, a rezultat je vidljivo istjecanje ejakulata iz vagine ili anusa.

## Korištenje u pornografiji
Unutarnja ejakulacija je relativno nedavni razvoj u pornografiji; ne pojavljuje se u ranim pornografijskim filmovima. Korištenje izraza creampie za opisivanje takve scene potječe iz američke pornografije iz ranih 2000-ih godina.
U heteroseksualnoj pornografiji nakon seksualne aktivnosti se često prikazuje facial ili druga vidljiva ejakulacija. Creampie scene udaljavaju se od heteroseksualnih pornografskih konvencija i bliže predočuju seksualnu aktivnost sličnu stvarnosti. Creampie scene postale su popularan žanr u heteroseksualnoj pornografiji od početka 21 stoljeća i prikazuju i vaginalne i analne ejakulacije.